# Rayess Bek
Pour les articles homonymes, voir Bek.
Wael Koudaih, alias Rayess Bek, né le 9 novembre 1979 à Beyrouth, Liban, est un musicien franco-libanais.

## Biographie
Wael Koudaih (ou Kodeih) est né à Beyrouth le 9 novembre 1979 en pleine guerre du Liban. Son père, l'artiste peintre Adel Koudaih, est originaire de Nabatieh ville située au Liban sud. En 1982, la famille Koudaih s’exile en France.
Ce n’est qu’en 1992, après les « Accords de Taëf » qui mettent fin à la guerre civile libanaise, que sa famille s’installera à nouveau au Liban.
Aujourd'hui il partage sa vie entre la France et le Liban.

## Études
Wael Koudaih étudie les arts graphiques à l’Académie libanaise des Beaux-Arts (ALBA) où il obtient un master professionnel en 2003. En 2007, il continue ses études avec un post diplôme en recherche interactive à l’École nationale supérieure des arts décoratifs de Paris (ENSAD). Il obtient ensuite un master 2 de recherche en Art contemporain et nouveaux médias à l'Université Paris VII.

## Œuvres
De 2000 à 2012, sous le pseudonyme de « Rayess Bek », Wael Koudaih devient l’un des représentants majeurs des musiques urbaines dans le monde arabe[réf. nécessaire].
Auteur, compositeur, interprète, il participe à des résidences d’écriture et de composition en Europe, aux États-Unis et au Moyen-Orient[réf. nécessaire].
À partir de 2012, Wael Koudaih se dirige vers une forme musicale plus performative notamment avec le concert narratif « Good Bye Schlondorff » diffusé dans de nombreux lieux comme le Centre Pompidou, Festival Banlieues Bleues et le HKW (Haus der Kulturen der Welt – Berlin), ou encore Love and Revenge, un concert visuel en duo avec la vidéaste Randa Mirza.
Il collabore sur des projets très variés, tel que « Hommage à Mahmoud Darwich » de Rodolphe Burger, « These Shoes are made for walking » danse contemporaine de Nancy Naous et « Ce qui nous regarde », théâtre documentaire de Myriam Marzouki ou encore « Nathan le Sage » mise en scène par Nicolas Stemann.

## Discographie
- Ahla bil Chabeb (avec Aks'ser, 2000)
- Khartouch (avec Aks'ser, 2002)
- 3am behkeh bi Sokout (2003)
- Aks'ser (avec Aks'ser, 2005)
- Nuit gravement à la santé (2005)
- Bosta (long métrage libanais, 2005)
- Guerriers pacifistes (2007)
- Khartech 3a' Zamann / L'Homme de gauche (2010)
- Hip Hop Republic (2011)
- Good Bye (2014)
- DABAKA (2018)
- Baher (2024)